# Wola Załężna
Wola Załężna [pronunciación en polaco: /ˈvɔla zaˈwɛ̃ʐna/] es un pueblo ubicado en el distrito administrativo de Gmina Opoczno, dentro del Distrito de Opoczno, Voivodato de Łódź, en Polonia central. Se encuentra aproximadamente a 4 kilómetros al noreste de Opoczno y a 74 kilómetros al sureste de la capital regional Łódź.